# Galileo (Star Trek: Seria originală)
„Galileo” (titlu original „The Galileo Seven”) este un episod din Star Trek: Seria originală care a avut premiera pe NBC la 5 ianuarie 1967.

## Prezentare
Spock și o echipă științifică sunt trimiși să studieze quasarul Murasaki 312 la bordul navetei Galileo. În timpul studiului, Galileo e forțată să efectueze o aterizare de urgență pe planeta Taurus II, unde echipajul se luptă cu creaturi periculoase, locuitoare ale planetei. După ce echipajul începe să facă reparații, Scotty descoperă că naveta nu are destul combustibil pentru a ajunge pe orbită cu toți cei șapte membri ai echipajului, iar Spock este pus în situația de a-și lăsa câțiva dintre subalterni pe planetă.